# Johann Peter Ignaz Chorherr
Johann Peter Ignaz Chorherr (* 1. Juni 1734 in Wien; † 1. September 1814 in St. Pölten) war österreichischer Politiker und zweiter Bürgermeister von St. Pölten.

## Leben
Johann Peter Ignatz Chorherr kam am 1. Juni 1734 als Sohn des „bürgerlichen Holzstößers“ Peter Chorherr in Wien zur Welt. Der Glaser kam als Wandergeselle nach St. Pölten, wo er durch seine erste Heirat zu Haus und Gewerbe kam. Von 1786 bis 1809 war er Oberzechmeister beziehungsweise Ortsvorsteher der St. Pöltner Glaserzunft. 
Bereits 1770 wurde Chorherr in den äußeren Rat gewählt, fünf Jahre später in den inneren Rat. Nachdem er Verwalter des Bürgerspitals war, wurde er Stadtquartiermeister und war damit für die Einquartierung von Militärangehörigen zuständig. Ab 1785 war er als Magistratsrat zuständig für die Rechnungsabschlussprüfung des Stadtkämmerers. Chorherr wurde im Herbst 1789 Bürgermeister und trat im Jänner 1794 aus bisher ungeklärter Ursache zurück. Er starb am 1. September 1814 in St. Pölten.